# Dao (Zhou-König)
König Dao von Zhou (chinesisch 周悼王, Pinyin Zhōu Dào Wáng; gestorben 520 v. Chr.), persönlicher Name Ji Meng, war der fünfundzwanzigste König der chinesischen Zhou-Dynastie und der dreizehnte der östlichen Zhou. Sein Vorname war Měng.
Dao folgte seinem Vater, König Jĭng von Zhou. Nach einer Regentschaft von weniger als einem Jahr wurde er von seinem Bruder Prinz Chao getötet. Nach seinem Tod ging der Thron auf seinen Bruder König Jìng von Zhou über.